# Toma Zaharia
Toma Zaharia este un general român de poliție, in prezent pensionar.
Numele lui este legat de „afacerea Sintofarm”. Ancheta deschisă în 1999 pe numele unor traficanți de anhidridă acetică (precursor al heroinei) a inclus și numele Ioanei Toma, soția lui Zaharia Toma, pe atunci director economic la fabrica de medicamente Sintofarm.

## Articole biografice
- General de miliarde, 16 decembrie 2000, Evenimentul zilei